# Georges Bouligand
Pour les articles homonymes, voir Bouligand.
Georges Louis Bouligand (né le 13 octobre 1889 à Lorient et mort le 12 avril 1979 dans le 6e arrondissement de Paris) est un mathématicien français.
Il est l'auteur de très nombreux articles et manuels portant sur l'analyse, la géométrie analytique et différentielle, la mécanique rationnelle, la théorie de la relativité, la topologie, la physique mathématique : théorie du potentiel, mécanique des solides et des fluides… sans négliger les aspects didactiques (« Les Aspects Intuitifs de la Mathématique ») et philosophiques des mathématiques. Son essai sur « Les définitions modernes de la dimension » (1935) annonce la notion de dimension fractale.

## Biographie
Georges Bouligand est le fils de Louis Marie François Bouligand, officier d'administration de l'Artillerie de marine, et d'Adolphine Marie Armelle Bonnard.
Il est reçu premier à l’École polytechnique et second à l'École normale supérieure en 1909. Il choisit cette dernière et en sort agrégé de mathématiques en 1912. À l’aide d’une bourse de la Fondation Commercy, il prépare une thèse, soutenue en 1914, « Sur les fonctions de Green et de Neumann du cylindre ». Il est alors nommé au lycée de Tours, puis au  lycée de Rennes où il enseigne en classe de mathématiques spéciales.
En 1921, après un an comme maître de conférences à la faculté des sciences de Rennes, il obtient la chaire de mécanique rationnelle à la faculté des sciences de Poitiers, puis la chaire de calcul différentiel et intégral, après le départ pour Paris de René Garnier qui l'occupait jusqu’alors. Il est nommé à la Sorbonne en 1938, mais c’est seulement en 1948 qu’il prend la chaire d’applications de l’analyse à la géométrie, qu'il garde jusqu’à sa retraite le 30 septembre 1961.

## Sélection de publications
- Leçons de géométrie vectorielle préliminaires à l'étude de la théorie d'Einstein, Paris, Libraire Vuibert, 1924
- Précis de mécanique rationnelle à l'usage des élèves des facultés des sciences, Paris, Libraire Vuibert, 1925 (lire en ligne)
- Leçons de géométrie vectorielle préliminaires à l'étude de la théorie d'Einstein, Paris, Libraire Vuibert, 1925
- Introduction à la géométrie infinitésimale directe, Paris, Gauthier-Villars, 1932
- La causalité des théories mathématiques, Paris, Hermann, 1934
- Les aspects intuitifs de la mathématique, Paris, Gallimard, coll. «L'avenir de la science, nouvelle série», 1945
- (avec Jean Desgranges) Georges Bouligand, Le déclin des absolus mathématico-logiques, Paris, Sedes, 1949, 270 p.

## Distinctions
- Prix Jules et Louis Jeanbernat et Barthélémy de Ferrari Doria de l'Académie des sciences, pour ses travaux sur les fonctions harmoniques, en 1925[7].
- Prix Binoux de l'Académie des sciences, pour ses travaux sur l'histoire et la philosophie des mathématiques, en 1948[8]
- Correspondant de l’Académie polonaise des sciences et des lettres[6] en 1930.
- Correspondant de la Société royale des sciences de Liège[6] en 1933.
- Correspondant de l'Académie des sciences[6] en 1937.
- Docteur honoris causa de l'université de Louvain[6] le 2 février 1956.